# Wang Song
Wang Song (chin. upr. 汪嵩; ur. 12 października 1983 w Guiyang) – chiński piłkarz występujący na pozycji pomocnika. Zawodnik klubu Guangzhou R&F FC.

## Kariera klubowa
Wang zawodową karierę rozpoczynał w 2006 roku w zespole Sichuan Shangwutong z Chinese Super League. W tych rozgrywkach zadebiutował w sezonie 2001. Rozegrał wówczas 3 ligowe spotkania, a w lidze zajął z zespołem 4. miejsce. W 2002 roku Sichuan Shangwutong zmienił nazwę na Sichuan Dahe, a w 2003 roku na Sichuan Guancheng. Wang grał tam do 2005 roku. Łącznie zagrał tam w 93 meczach i strzelił 12 goli.
W 2006 roku odszedł do Chengdu Blades, występującego w China League One. W 2007 roku awansował z nim do Chinese Super League. W 2009 roku, po spadku Chengdu do China League One, opuścił drużynę. W 2010 roku podpisał kontrakt z zespołem Hangzhou Greentown (Chinese Super League). W sezonie 2010 zajął z nim 4. miejsce w lidze. W 2015 przeszedł do Guangzhou R&F FC.

## Kariera reprezentacyjna
W reprezentacji Chin Wang zadebiutował 20 stycznia 2008 roku w zremisowanym 0:0 towarzyskim meczu z Libanem.
W 2011 roku został powołany do kadry na Puchar Azji.